# Armando Casalini
Armando Casalini (* 14. Juni 1883 in Forlì; † 12. September 1924 in Rom) war ein italienischer Politiker. Zunächst Sekretär der Republikanischen Partei, wurde er faschistischer Abgeordneter.

## Leben
Armando Casalini, 1883 in Forlì in einer mittellosen Arbeiterfamilie geboren, wurde Mechaniker. Er vertrat republikanische Ideen, leitete als Autodidakt von 1910 bis 1914 eine regionale Zeitschrift, befreundete sich mit Pietro Nenni und beteiligte sich an den sozialen Protesten der Roten Woche in weiten Teilen Norditaliens im Juni 1914. Im Juni 1916 wurde er in die Freimaurerloge Aurelio Saffi in Forlì aufgenommen, wurde kurz darauf Sekretär der Republikanischen Partei und versah dieses Amt bis April 1920. 
Nach dem Ende des Ersten Weltkriegs engagierte sich Casalini trotz einer körperlichen Behinderung, die ihn dienstuntauglich machte, als freiwilliger Radfahrer. Während der Bildung der Fasci di combattimento und des Aufstiegs Mussolinis übernahm er dessen Positionen, trat 1922 aus der Republikanischen Partei aus und gründete mit weiteren Ex-Republikanern eine nach Mazzini benannte nationalistische Union. Bei den Wahlen 1924 wurde er auf dem faschistischen „Listone“ als Abgeordneter der Lombardei ins Parlament gewählt und zum Vize-Generalsekretär der faschistischen Gewerkschaften ernannt.
Am 12. September 1924 wurde er in einer Straßenbahn in Rom vor den Augen seiner Tochter erschossen. Der Mörder, ein kommunistischer Zimmermann namens Giovanni Corvi (1898–1944), streckte ihn mit drei Revolverschüssen nieder und schrie dabei: „Rache für Matteotti!“ Er wurde in der Presse und im Gerichtsverfahren als geistesgestört bezeichnet und in einer psychiatrischen Anstalt interniert.
An der feierlichen Beisetzung am 15. September 1924 nahm Mussolini persönlich teil, die Grabrede wurde von Edmondo Rossoni gehalten. Casalini wurde auf dem Friedhof Verano bestattet.